# Juan Galán Bayarri
Juan Galán Bayarri (Almàssera, 16 de juliol de 1941 - Alaquàs, 3 de desembre de 2016) fou un futbolista valencià de les dècades de 1960 i 1970.
La major part de la seva carrera la passa a clubs dels Països Catalans. La seva carrera professional comença al CD Mestalla a segona divisió la temporada 1962-63, passant a continuació al RCD Mallorca, club amb el qual assolí l'ascens a primera divisió. L'any 1966 torna a jugar a segona al CE Constància, el Racing Club de Ferrol, i dues temporades a l'Ontinyent CF. Les seves bones actuacions a l'Ontinyent el portaren a fitxar pel RCD Espanyol l'any 1970, club que el cedí un any a la UE Sant Andreu, i amb el qual l'any posterior tornà a primera divisió. El 1972 deixa l'Espanyol i fitxa pel Llevant UE, on assolí un ascens a segona. Acabà la seva carrera professional al Xerez CD el 1976. El seu germà Enrique Galán Bayarri també fou futbolista.